# The Creator (nuveletă)
„Creatorul” (în engleză The Creator) este o nuveletă științifico-fantastică a scriitorului american Clifford D. Simak. A fost publicată sub formă de carte în 1946 de Crawford Publications într-o ediție de 500 de exemplare. A apărut anterior în numărul din septembrie 1935 al revistei Marvel Tales. 

## Intrigă
Nuveleta sugerează că universul nostru nu a fost creat de Dumnezeu. 